# Divisione No. 3 (Manitoba)
La Divisione No. 3 (parte della Pembina Valley Region) è una divisione censuaria del Manitoba, Canada di 44.873 abitanti.

## Geografia antropica

### Città
- Morden
- Winkler

### Town
- Altona
- Carman
- Emerson
- Gretna
- Morris
- Plum Coulee

### Comune rurale
- Dufferin R.M.
- Montcalm
- Morris
- Rhineland
- Roland
- Stanley
- Thompson